# Lignocarpa
Lignocarpa es un género de plantas fanerógamas de la familia de las apiáceas. Comprende 2 especies descritas.

## Taxonomía
El género fue descrito por John Wyndham Dawson y publicado en New Zealand Journal of Botany 5: 400. 1967. La especie tipo es: Lignocarpa carnosula (Hook.f.) J.W.Dawson

## Especies
A continuación se brinda un listado de las especies del género Lignocarpa aceptadas hasta septiembre de 2012, ordenadas alfabéticamente. Para cada una se indica el nombre binomial seguido del autor, abreviado según las convenciones y usos.
- Lignocarpa carnosula (Hook.f.) J.W.Dawson
- Lignocarpa diversifolia (Cheeseman) J.W.Dawson